# Biblioteca Maurits Sabbe
La Biblioteca Maurits Sabbe si trova nella città belga di Lovanio ed è una biblioteca di ricerca della Facoltà di studi religiosi della Katholieke Universiteit Leuven; è una biblioteca di rilevanza storica. Secondo l'American Theological Library Association, è la più grande biblioteca teologica del mondo con più di 100 000 visitatori all'anno.

## Storia
Nel 1974, il biblista Maurits Sabbe aprì accanto all'attuale auditorium Pieter De Somer un complesso bibliotecario elegante e funzionale, progettato dall'architetto Paul Van Aerschot. La raccolta comprendeva, inizialmente, 300 000 scritti. A causa del decentramento della biblioteca universitaria, la biblioteca ospitava una collezione di teologia di base, integrata con un prestito dalla Provincia dei Gesuiti dei Paesi Bassi meridionali e dalla biblioteca del seminario dell'Arcidiocesi di Malines-Bruxelles. La collezione è stata sistematicamente ampliata con donazioni provenienti dai gesuiti dei Paesi Bassi, da francescani e da cappuccini. Per questo motivo, nel 2000, il preside Mathijs Lamberigts ne ha deciso il restauro e l'ampliamento, che sono stati completati nel 2002. Nel 2004 la biblioteca ha preso il nome dalla sua prima ispirazione.

## Collezioni e opere significative
- Il Dendermonde Codex di Ildegarda di Bingen, un manoscritto con una raccolta speciale di testi e canzoni, tra cui la Symphonia Harmoniae Caelestium Revelationum.
- La Bibbia d'Angiò del 1340, riccamente illustrata,[3] restaurata e digitalizzata con il Regio Istituto per i Beni Culturali (Koninklijk Instituut voor het Kunstpatrimonium) e Illuminare - Centro Studi per l'Arte della Miniatura.[2]
- La biblioteca del cardinale Thomas Philip Wallrad d'Alsace-Boussut de Chimay,[5] con 4 500 volumi antecedenti la Rivoluzione francese.
- Bibliotheca Imaginis Figuratae,[6] libri disponibili digitalmente dalla collezione gesuita del XVII secolo su emblemata e simboli.[2]